# Joint Aviation Authorities
De Joint Aviation Authorities, of kortweg JAA, was een instelling van de luchtvaartautoriteiten van de Europese Unie. Het kantoor was gevestigd in de Nederlandse plaats Hoofddorp. De taken van de JAA waren onder meer het certificeren van vliegtuigen, van vliegtuigonderdelen, het opstellen van regels en procedures en het afgeven van vliegbrevetten. De Joint Aviation Authorities werd in 2008 opgeheven. De nieuwe Europese Luchtvaartautoriteit is het Europees Agentschap voor de veiligheid van de luchtvaart.